# Беньово
Беньо́во — пасажирський залізничний зупинний пункт Львівської дирекції Львівської залізниці.
Розташований у селі Беньова, Турківський район Львівської області на лінії Самбір — Чоп між станціями Соколики (5 км) та Сянки (4 км).
Станом на травень 2019 року щодня п'ять пар електропотягів прямують за напрямком Львів — Сянки.